# Superman
Superman, ook wel 'De Man van Staal' genoemd, (Engels: The Man of Steel) is een personage dat als superheld voor het eerst zijn opwachting maakte in de Amerikaanse Action Comics #1 uit 1938. Hij is als stripfiguur de eerste superheld die bovenmenselijke krachten bezit en lanceerde hiermee een genre waarin meer superhelden volgden, zoals Batman en Wonder Woman.
Zijn alter ego is Clark Kent. Sindsdien is Superman een van de populairste en bekendste comic-figuren aller tijden geworden en wordt hij vaak gezien als een cultureel icoon van Amerika.
Superman is een vast personage binnen het DC Universum en heeft model gestaan voor tal van andere superhelden. Door de jaren heen is het personage steeds verder ontwikkeld en kreeg hij meer superkrachten, een gedetailleerdere afkomst en uitgebreide cast van nevenpersonages, zoals Superboy (een kloon van superman die half mens en half kryptoniaans is), Supergirl, Krypto, Lois Lane en zijn aartsvijanden Lex Luthor, Doomsday, Darkseid, General Zod, Parasite, Toyman en Brainiac.
Het personage heeft behalve in strips ook in tal van films, televisieseries en radiohoorspelen meegespeeld, en heeft een uitgebreide merchandising.

## Ontwikkeling
Superman werd gecreëerd door Joe Shuster en Jerry Siegel. Aanvankelijk bedacht het duo een telepathisch begaafde schurk met de naam Superman. Deze verscheen eenmalig in het verhaal "The Reign of the Superman" van Fiction #3, een sciencefictiontijdschrift. Dit personage sloeg niet aan bij het grote publiek, en het duo bedacht vervolgens een tweede personage met de naam Superman. Ditmaal kozen ze voor een held met fysieke in plaats van mentale krachten. Deze versie van Superman maakte zijn debuut in Action Comics #1 in 1938.
Superman sloeg in deze vorm wel aan bij een groot publiek, en kreeg al snel een eigen stripserie. De eerste verhalen werden allemaal getekend en geschreven door Siegel en Shuster. Aanvankelijk was hij nog een vrij radicale held die zijn vijanden hardhandig versloeg, maar toen andere schrijvers de reeks overnamen kreeg hij zijn morele code en ging hij minder gewelddadig gedrag vertonen.
Vervolgens verscheen Superman in verscheidene radio- en televisieprogramma’s, zowel als films als in de vorm van spellen. Uiteindelijk verbreedde de superheld zijn horizon en begon ook op internationaal gebied te verschijnen, eveneens in Nederland.
In België kwam Superman voor het eerst in 1939 als strip voor in het tijdschrift Spirou/Robbedoes onder de titel De moderne hercules. Clark Kent heette daarin Marc Costa.

## Biografie
Supermans oorsprong en achtergrond zijn in de loop der jaren vaak aangepast, evenals zijn bekende superkrachten. Ook de tijd waarin zijn verhalen zich afspelen varieert van de jaren 30 (oudste strips) tot vandaag de dag (huidige continuïteit).
Superman werd geboren als Kal-El, zoon van de wetenschapper Jor-El en zijn vrouw Lara Lor-Van, op de planeet Krypton. Deze planeet stond op het punt te ontploffen, waardoor Supermans ouders besloten hem te evacueren met een capsule. Dit schip werd naar de Aarde gestuurd, aangezien deze planeet eveneens een perfect leefklimaat had voor Kryptonianen.
Daar landde de capsule net buiten het kleine dorpje Smallville, waar de jonge Kal-El werd gevonden en geadopteerd door Jonathan en Martha Kent. Zij noemden hem Clark Kent.
Terwijl hij opgroeide, ontdekte hij dat hij krachten bezat ver boven die van de gewone man. Als volwassen man besloot Clark met deze krachten de misdaad te bevechten. Hij verhuisde naar de stad Metropolis, waar hij een baan als journalist kreeg bij de Daily Planet-krant. Daar werkt hij samen met journaliste Lois Lane, met wie hij een romantische relatie onderhoudt. In de huidige continuïteit van de strips zijn de twee getrouwd, al hebben beiden andere relaties gehad door de jaren heen.
Binnen het DC Universum staat Superman bekend als een rolmodel voor veel helden. Hij heeft een sterke morele code waar hij nooit vanaf wijkt. Superman is lid geweest van veel superheldenteams, met name de Justice League. Binnen deze teams heeft hij vrijwel altijd de rol van teamleider.
Omdat hij zich er goed bewust van is dat hij zijn echte thuiswereld heeft verloren, is Superman erg beschermend tegenover de aarde. Hij heeft een sterk gevoel voor rechtvaardigheid, wat vaak wordt toegeschreven aan zijn sobere opvoeding in het plattelandsplaatsje Smallville. Wel wordt vaak duidelijk dat Superman het gevoel heeft alleen te zijn, ondanks zijn vrienden en kennissen die hij als zijn alter ego, Clark Kent, heeft verkregen. Een belangrijk keerpunt in Supermans leven was toen hij in de stripreeks door de schurk Doomsday werd gedood. In de filmcyclus komt er een einde aan Superman in Batman v Superman: Dawn of Justice, waar hij omgebracht wordt door een schepsel dat gemaakt is door zijn grootste menselijke vijand, namelijk Lex Luthor.

## Krachten en vaardigheden
Supermans krachten zijn in de loop van de jaren steeds verder ontwikkeld.
In de oudste strips waren Supermans krachten nog beperkt. Hij was sterker dan een gemiddeld mens (hij kon een auto optillen), kon hard rennen en zeer ver en hoog springen. Als verklaring hiervoor werd gegeven dat Supermans thuisplaneet, Krypton, een veel grotere zwaartekracht heeft dan de aarde. Daar Supermans lichaam is aangepast aan deze grote zwaartekracht, is hij op Aarde tot meer in staat (hetzelfde effect als astronauten die op de maan hoger en verder kunnen springen dan op aarde).
In de huidige continuïteit van de strip beschikt Superman over een veel groter arsenaal aan krachten. Hij kan nu bijvoorbeeld vliegen, door de meeste materialen heenkijken (alleen met lood heeft hij moeite), hittestralen afvuren uit zijn ogen, heeft bovenmenselijk sterke zintuigen, en kan dingen bevriezen met zijn adem. Supermans spierkracht en onkwetsbaarheid zijn eveneens vergroot. Zo kan hij tegenwoordig bergen verpulveren, een nucleaire explosie weerstaan en overleven in de ruimte zonder zuurstof of ruimtepak. Ook de bron van Supermans krachten is in de loop der jaren veranderd naarmate hij meer krachten kreeg. Een veel gebruikte verklaring is dat Superman zijn krachten dankt aan de Aardse zon. De zon van Krypton was een rode zon, maar die van de Aarde een gele. Onder invloed van een gele zon krijgen Kryptonianen superkrachten. Supermans krachten worden vaak omschreven als “sneller dan een kogel, en sterker dan een locomotief”.
Het tijdstip waarop Superman zijn krachten kreeg varieert per strip. Sommige verhalen gaan ervan uit dat Superman al sinds zijn kindertijd zijn krachten had. In deze strips was Superman in zijn jeugd ook al een held genaamd Superboy. Andere strips gaan er echter van uit dat Supermans krachten zich pas (ver) in zijn tienertijd ontwikkelden.
Superman heeft twee grote zwakten: enerzijds het andere geslacht, door wie hij vaker in een soort van conflict of interest komt, en anderzijds kryptoniet, een stof die afkomstig zou zijn van zijn geboorteplaneet Krypton. Dit kryptoniet komt in verschillende vormen voor, en elke vorm heeft een ander effect op hem. De bekendste versie ervan is groen, wat Superman zijn krachten ontneemt en hem zelfs fataal kan worden bij te lange blootstelling eraan.

## Analyse
Vanwege zijn status als cultureel icoon en het feit dat hij de eerste gekostumeerde superheld was die zijn opwachting maakte in een stripverhaal, is Superman al geregeld bestudeerd door critici en geleerden. Deze studies richten zich voornamelijk op de impact die Superman op de wereld heeft gehad, hoe hij bij heeft gedragen aan het ontstaan van het superheldengenre, en hoe het personage vaak als symbool voor de politieke toestand in de wereld wordt gebruikt. De supermanstrips zijn in de loop der tijd steeds aangepast om aan te sluiten bij de actualiteit. Zo werd Superman net als vele andere helden tijdens de Tweede Wereldoorlog ingezet als metafoor voor de strijd tegen nazi-Duitsland en Japan. In de jaren 50 en 60 was hij juist een metafoor voor de strijd tegen de dreiging die de Koude Oorlog met zich meebracht. Ook vandaag de dag wordt het personage nog weleens aangegrepen om het politieke klimaat duidelijk te maken.
Een belangrijk punt van discussie is het feit dat Superman technisch gezien geen Amerikaan is, daar hij van een andere planeet komt, en dus als een immigrant kan worden beschouwd. Dit heeft volgens critici onder andere bijgedragen aan het ontwikkelen van een grotere tolerantie voor immigranten in Amerika, en benadrukt het feit dat de meeste Amerikanen zelf van immigranten afstammen.
In mei 2011 besloot DC om Superman openlijk te laten verklaren dat hij geen Amerikaan meer was, iets wat tot veel opschudding leidde onder fans. Dit om een einde te maken aan het idee dat Superman puur Amerika zou vertegenwoordigen, waardoor hij zich eigenlijk niet in internationale conflicten waar Amerika bij betrokken is kan mengen. DC gaf echter wel aan niet te ver te zullen gaan in deze nieuwe richting.

## Supermanstrips
Superman heeft sinds zijn debuut meerdere malen een eigen stripserie gekregen, en daarnaast in tal van andere stripseries een gastrol gehad. Verder bestaan er naast de primaire continuïteit van het DC Universum ook veel stripseries die tonen wat er gebeurd zou zijn als Superman onder andere omstandigheden op aarde was beland of was opgegroeid. De meeste van deze strips maken deel uit van de Elseworldsreeks.
Voor een compleet overzicht, zie Lijst van Superman-strips.

## In andere media

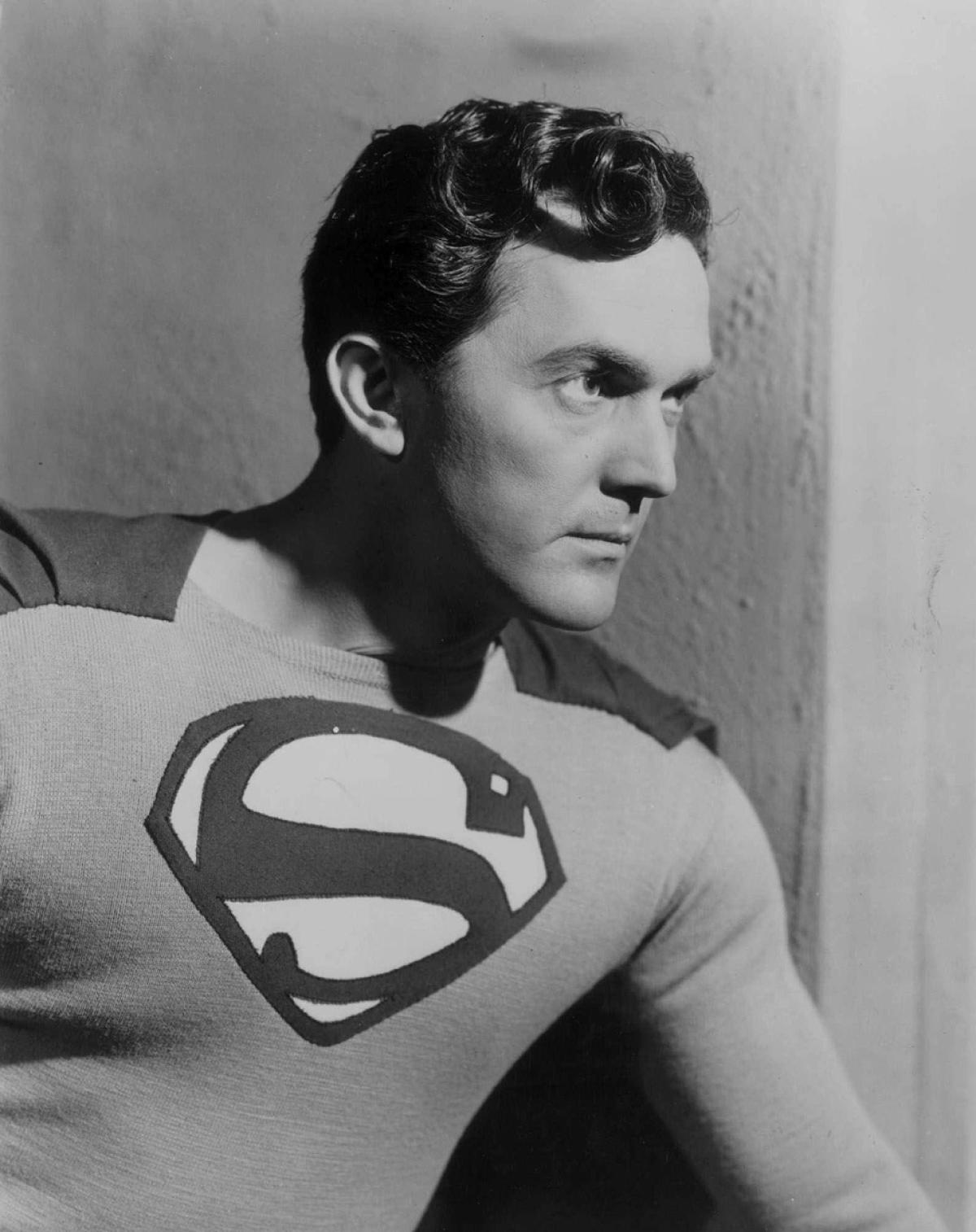
Kirk Alyn als Superman in 1948

### Live-actionfilms
| Titel                              | Jaar | Supermanacteur                                            |
| ---------------------------------- | ---- | --------------------------------------------------------- |
| Superman (filmserie)               | 1948 | Kirk Alyn                                                 |
| Atom Man vs. Superman              | 1950 | Kirk Alyn                                                 |
| Superman and the Mole Men          | 1951 | George Reeves                                             |
| Superman                           | 1978 | Christopher Reeve                                         |
| Superman II                        | 1980 | Christopher Reeve                                         |
| Superman III                       | 1983 | Christopher Reeve                                         |
| Superman IV: The Quest for Peace   | 1987 | Christopher Reeve                                         |
| Superman Returns                   | 2006 | Brandon Routh                                             |
| Man of Steel                       | 2013 | Henry Cavill                                              |
| Batman v Superman: Dawn of Justice | 2016 | Henry Cavill                                              |
| Justice League                     | 2017 | Henry Cavill                                              |
| Zack Snyder's Justice League       | 2020 | Henry Cavill                                              |
| Black Adam                         | 2022 | Henry Cavill                                              |
| The Flash                          | 2023 | Henry Cavill Nicolas Cage Christopher Reeve George Reeves |
| Superman                           | 2025 | David Corenswet                                           |

### Live-actionseries
| Titel                                                       | Jaar         | Supermanacteur                           | Seizoenen |
| ----------------------------------------------------------- | ------------ | ---------------------------------------- | --------- |
| Adventures of Superman                                      | 1952 - 1958  | George Reeves                            | 4         |
| Superboy                                                    | 1988 - 1992  | John Haymes Newton en Gerard Christopher | 4         |
| Lois & Clark: The New Adventures of Superman                | 1993 - 1997  | Dean Cain en Teri Hatcher                | 4         |
| Smallville                                                  | 2001 - 2011  | Tom Welling                              | 10        |
| Supergirl                                                   | 2015 - heden | Tyler Hoechlin                           | 4         |
| Krypton (richt zich op Se(y)g-El, de grootvader van Kal-El) | 2018 - heden | (nog) niet in verschenen                 | 2         |
| Superman & Lois                                             | 2021-2024    | Tyler Hoechlin                           | 4         |

### Animatiefilms/-series

#### Animatiefilms
| Titel                                      | Jaar |
| ------------------------------------------ | ---- |
| Superman: The Last Son of Krypton          | 1996 |
| The Batman Superman Movie: World's Finest! | 1998 |
| Superman: Brainiac Attacks                 | 2006 |
| Superman: Doomsday                         | 2007 |
| Justice League: The New Frontier           | 2008 |
| Superman/Batman: Public Enemies            | 2009 |
| Superman/Batman: Apocalypse                | 2010 |
| Superman/Shazam!: The Return of Black Adam | 2010 |
| All-Star Superman                          | 2011 |
| Justice League: Doom                       | 2012 |
| Superman vs The Elite                      | 2012 |
| The Lego Movie                             | 2014 |
| The Lego Batman Movie                      | 2017 |
| The Death of Superman                      | 2018 |
| Teen Titans Go! To the Movies              | 2018 |
| The Lego Movie 2: The Second Part          | 2019 |
| DC League of Super-Pets                    | 2022 |

#### Animatieseries
| Titel                                    | Jaar        | Afleveringen     |
| ---------------------------------------- | ----------- | ---------------- |
| Superman (een korte reeks tekenfilmpjes) | 1940 - 1949 | 17               |
| The New Adventures of Superman           | 1966 - 1970 | 68 (4 seizoenen) |
| Super Friends                            | 1973 - 1986 | 79 (9 seizoenen) |
| Superman                                 | 1988 - 1989 | 13               |
| Superman: The Animated Series            | 1996 - 2000 | 54 (4 seizoenen) |
| Justice League                           | 2001 - 2004 | 52 (2 seizoenen) |
| Justice League Unlimited                 | 2004 - 2006 | 39 (3 seizoenen) |
| Legion of Super Heroes                   | 2006 - 2008 | 26 (2 seizoenen) |
| Justice League Action                    | 2016 - 2017 | 52 (1 seizoen)   |

### Muziek
Superman heeft voor meerdere artiesten als inspiratiebron gediend, onder wie Donovan ("Sunshine superman"), Crash Test Dummies ("Superman's Song"), Grant Morrison, Jim Croce, 3 Doors Down ("Kryptonite") en The Kinks ("Wish I Could Fly Like Superman").

### Videospellen
Er zijn meerdere videospellen over Superman gemaakt, maar geen hiervan is echt een succes geworden. Een van de bekendste is het videospel "Superman" uit 1999, ontwikkeld voor de Nintendo 64. Dit wordt gezien als een van de slechtste videospellen ooit. Superman verscheen daarnaast nog in het videospel "Mortal Kombat vs. DC Universe": een spel waarin de bruutheid van de Mortal Kombatspellen gecombineerd wordt met de wereld van DC. Hierdoor kan de speler kiezen tussen de klassieke Mortal Kombatfiguren of de DC-figuren (zoals onder anderen Superman, Catwoman, Deathstroke, Batman, Wonder Woman, Lex Luthor, Green Lantern, The Joker, ...) om de strijd mee aan te gaan. In de verhaallijn hieromtrent krijgt Superman de leiding over Team DC in de strijd tegen Team MK.

## Auteursrecht
Siegel en Shuster verkochten de rechten op hun creatie aan de uitgever van Action Comics voor 130 dollar, een gangbare praktijk in die tijd. Het gigantische financiële succes van Superman leidde tot rechtszaken die de auteurs, en later hun erven, aanspanden tegen de houders van het auteursrecht. Een eerste zaak werd in mei 1948 verworpen. Een tweede zaak leidde in december 1975 tot een minnelijke schikking met de nieuwe eigenaars, Warner Bros., waarbij Siegel en Shuster jaarlijks 20 000 dollar ontvingen en voortaan vermeld werden als de scheppers van Superman. Na Siegels dood in 1996 spande zijn weduwe Joanne (die model had gestaan voor Lois Lane) een zaak aan die ertoe leidde dan in 2008 een rechtbank in Los Angeles de erven een beperkt deel van het eigendom van Superman toewees.  Dat vonnis werd echter in beroep ongedaan gemaakt.